# Gran Premio delle Nazioni
Gran Premio delle Nazioni, svenska Nationernas Pris, är ett travlopp för 4-åriga och äldre varmblodstravare som körs på Ippodromo La Maura i Milano i Italien varje år i november. Fram till 2015 kördes loppet på Ippodromo del trotto di San Siro i Milano. Det är ett Grupp 1-lopp, det vill säga ett lopp av högsta internationella klass. Loppet körs över distansen 2850 meter. Förstapris är 128 000 euro.

## Vinnare
| År   | Häst               | Tid    | Efter            | Kusk                | Tränare               | Tvåa               | Trea               |
| ---- | ------------------ | ------ | ---------------- | ------------------- | --------------------- | ------------------ | ------------------ |
| 2023 | Vivid Wise As      | 1.13,4 | Yankee Glide     | Matthieu Abrivard   | Alessandro Gocciadoro | Go On Boy          | Heliade du Goutier |
| 2022 | Vivid Wise As      | 1.12,3 | Yankee Glide     | Matthieu Abrivard   | Alessandro Gocciadoro | Vernissage Grif    | Usain Töll         |
| 2021 | Vivid Wise As      | 1.13,4 | Yankee Glide     | Matthieu Abrivard   | Alessandro Gocciadoro | Zaccaria Bar       | Rushmore Face      |
| 2020 | Billie de Montfort | 1.12,1 | Jasmin de Flore  | Gabriele Gelormini  | Sébastien Guarato     | Chief Orlando      | Valokaja Hindö     |
| 2019 | Cokstile           | 1.11,2 | Quite Easy       | Antonino di Nardo   | Gennaro Casillo       | Vitruvio           | Vivid Wise As      |
| 2018 | Uragano Trebi'     | 1.13,2 | Nad Al Sheba     | Roberto Vecchione   | Holger Ehlert         | Tamure Roc         | Timone Ek          |
| 2017 | Uza Josselyn       | 1'12"2 | Love You         | Gabriele Gelormini  | René Aebischer        | Timone Ek          | Tony Gio           |
| 2016 | Princess Grif      | 1'14"4 | Varenne          | Roberto Andreghetti | Fabrice Souloy        | Timone Ek          | Timoko             |
| 2015 | Moses Rob          | 1'13"2 | Ganymède         | Roberto Vecchione   | Salvatore Carro       | Nephenta Lux       | Pascia' Lest       |
| 2014 | Prussia            | 1'11"8 | Ken Warkentin    | Pietro Gubellini    | Harri Rantanen        | Pace del Rio       | Napoleon Bar       |
| 2013 | Marielles          | 1'13"7 | Kick Tail        | Roberto Andreghetti | Fabrice Souloy        | Timoko             | Linda di Casei     |
| 2012 | Noras Bean         | 1'12"1 | Super Arnie      | Stefan Söderkvist   | Ulf Stenströmer       | Leben RL           | Linda di Casei     |
| 2011 | Beanie M.M.        | 1'11"9 | Super Arnie      | Johnny Takter       | Morten Waage          | Leben RL           | Noras Bean         |
| 2010 | Olga du Biwetz     | 1'12"1 | Cezio Josselyn   | Jean-Michel Bazire  | Fabrice Souloy        | Lisa America       | Irving Rivarco     |
| 2009 | Opal Viking        | 1'12"8 | Turnpike Taylor  | Jorma Kontio        | Nils Enqvist          | Triton Sund        | Torvald Palema     |
| 2008 | Opal Viking        | 1'12"6 | Turnpike Taylor  | Jorma Kontio        | Nils Enqvist          | Filipp Roc         | Algiers Hall       |
| 2007 | Oiseau de Feux     | 1'12"6 | Biesolo          | Jean-Michel Bazire  | Fabrice Souloy        | Torvald Palema     | Camilla Highness   |
| 2006 | Express Road       | 1'14"  | Passionnant      | Andrea Guzzinati    | Giuseppe Guzzinati    | Giant Diablo       | Frisky Bieffe      |
| 2005 | Lets Go            | 1'13"6 | Aristote         | Enrico Bellei       | Holger Ehlert         | Malabar Circle Ås  | Lejacque d'Houlbec |
| 2004 | Digger Crown       | 1'12"6 | Lindy's Crown    | Stig H. Johansson   | Stig H. Johansson     | Freiherr As        | Tag the Devil      |
| 2003 | H.P. Paque         | 1'13"2 | Tabor Lobell     | Jorma Kontio        | Trond Smedshammer     | Zinzan Brooke Tur  | Java Darche        |
| 2002 | Victory Tilly      | 1'12"7 | Quick Pay        | Stig H. Johansson   | Stig H. Johansson     | Fan Idole          | Legendary Lover K. |
| 2001 | Victory Tilly      | 1'13"6 | Quick Pay        | Torbjörn Jansson    | Stig H. Johansson     | Remington Crown    | Zambesi Bi         |
| 2000 | Blue Fighter       | 1'14"6 | Laddie Blue Chip | Olav Mikkelborg     | Olav Mikkelborg       | Atom Tess          | Finish             |
| 1999 | Varenne            | 1'13"7 | Waikiki Beach    | Giampaolo Minnucci  | Jori Turja            | Moni Maker         | Nuke it Linsay     |
| 1998 | Moni Maker         | 1'13"1 | Speedy Crown     | Joseph Verbeeck     | Jimmy Takter          | Louise Laukko      | Défi d'Aunou       |
| 1997 | Moni Maker         | 1'13"4 | Speedy Crown     | Johnny Takter       | Jimmy Takter          | Wesgate Crown      | Huxtable Hornline  |
| 1996 | Crowning Classic   | 1'12"3 | Crowning Point   | Mauro Baroncini     | Mauro Baroncini       | Wesgate Crown      | Sec Mo             |
| 1995 | Crowning Classic   | 1'13"8 | Crowning Point   | Mauro Baroncini     | Mauro Baroncini       | Copiad             | Ina Scot           |
| 1994 | Giant Force        | 1'14"6 | Meadow Road      | Olle Goop           | Olle Goop             | Bahama             | Charmy Skeeter     |
| 1993 | Meadow Prophet     | 1'15"  | Speedy Somolli   | Lars Gustafsson     | Lars Gustafsson       | Campo Ass          | Texas Express      |
| 1992 | Kosar              | 1'14"3 | Speedy Somolli   | Berndt Lindstedt    | Stig H. Johansson     | Incredible D.J.    | Crown Invitation   |
| 1991 | Atas Fighter L.    | 1'14"8 | Quick Pay        | Torbjörn Jansson    | Torbjörn Jansson      | Yourworstnightmare | Cayster            |
| 1990 | Peace Corps        | 1'13"8 | Baltic Speed     | Stig H. Johansson   | Stig H. Johansson     | Beseiged           | Yourworstnightmare |
| 1989 | Indro Park         | 1'14"2 | Sharif di Iesolo | Lorenzo Baldi       | Lorenzo Baldi         | Mack Lobell        | Columbus Laukko    |
| 1988 | Grades Singing     | 1'15"5 | Texas            | Olle Goop           | Olle Goop             | Mack the Knife     | Hollyhurst         |
| 1987 | Grades Singing     | 1'14"1 | Texas            | Olle Goop           | Olle Goop             | Pay Nibs           | Hollyhurst         |
| 1986 | Noble Atout        | 1'15"7 | Ura              | Jan Kruithof        | Jan Kruithof          | Megabucks          | Elgin Almahurst    |
| 1985 | Micron Hanover     | 1'15"7 | Super Bowl       | Eduardo Gubellini   | Eduardo Gubellini     | Minou du Donjon    | Lapito             |
| 1984 | Meadow Road        | 1'15"  | Madison Avenue   | Torbjörn Jansson    | Torbjörn Jansson      | Micado C.          | Victoria S.        |
| 1983 | Micado C.          | 1'15"8 | Garry Håleryd    | Ulf Nordin          | Ulf Nordin            | Tarport Frenzy     | Tarport Lizzy      |
| 1982 | Idéal du Gazeau    | 1'15"8 | Alexis III       | Eugène Lefèvre      | Eugène Lefèvre        | Speed Circuit      | Snack Bar          |
| 1981 | Idéal du Gazeau    | 1'15"4 | Alexis III       | Eugène Lefèvre      | Eugène Lefèvre        | Jorky              | Gator Bowl         |
| 1980 | Jorky              | 1'16"4 | Kerjacques       | Léopold Verroken    | Léopold Verroken      | Clown's Pride      | Chorus Master      |
| 1979 | Pershing           | 1'15"9 | Nevele Pride     | Berndt Lindstedt    | Berndt Lindstedt      | The Last Hurrah    | Gibson             |
| 1978 | Charme Asserdal    | 1'14"7 | Train Bloc       | Heikki Korpi        | Heikki Korpi          | The Last Hurrah    | Wayne Eden         |
| 1977 | Pershing           | 1'15"6 | Nevele Pride     | Berndt Lindstedt    | Berndt Lindstedt      | Grande Frances     | Waymaker           |
| 1976 | Wayne Eden         | 1'16"  | Speedy Rodney    | Anselmo Fontanesi   | Anselmo Fontanesi     | Dauga              | College Record     |
| 1975 | Timothy T.         | 1'15"8 | Ayres            | Giancarlo Baldi     | Giancarlo Baldi       | Wayne Eden         | Maqueteros         |
| 1974 | Timothy T.         | 1'16"3 | Ayres            | Giancarlo Baldi     | Giancarlo Baldi       | Chablis            | Flush              |
| 1973 | Latest Record      | 1'17"9 | Matastar         | Anselmo Fontanesi   | Anselmo Fontanesi     | Duke Hanover       | Udet Hanover       |
| 1972 | Top Hanover        | 1'16"2 | Ayres            | Gerhard Krüger      | Gerhard Krüger        | Lyon               | Dart Hanover       |
| 1971 | Une de Mai         | 1'16"8 | Kerjacques       | Jean-René Gougeon   | Jean-René Gougeon     | Barbablu           | Bertina            |
| 1970 | Une de Mai         | 1'15"9 | Kerjacques       | Jean-René Gougeon   | Jean-René Gougeon     | Keystone Spartan   | Agaunar            |
| 1969 | Eileen Eden        | 1'16"5 | Spectator        | Johannes Frömming   | Johannes Frömming     | Dart Hanover       | Une de Mai         |
| 1968 | Roquépine          | 1'16"5 | Atus II          | Jean-René Gougeon   | Henri Levesque        | Eileen Eden        | Roitelet SS        |
| 1967 | Some Fire          | 1'17"2 | Rodney           | Anselmo Fontanesi   | Anselmo Fontanesi     | Spin Speed         | Pick Wick          |
| 1966 | Roquépine          | 1'18"4 | Atus II          | Henri Levesque      | Henri Levesque        | Nimble Boy         | Marengo Hanover    |
| 1965 | Fury Hanover       | 1'18"4 | Hoot Mon         | Franco Albonetti    | Franco Albonetti      | Oscar RL           | Elma               |
| 1964 | Ozo                | 1'18"1 | Vermont          | Johannes Frömming   | Johannes Frömming     | Steno              | Oscar RL           |